# Lechea torreyi
Lechea torreyi är en solvändeväxtart som beskrevs av Leggett. Lechea torreyi ingår i släktet Lechea och familjen solvändeväxter. Inga underarter finns listade i Catalogue of Life.